# Жуков Сергій Євгенович
Сергій Євгенович Жуков (рос. Серге́й Евге́ньевич Жу́ков; нар. 22 травня 1976, Димитровград, Ульяновська область) — російський співак, бізнесмен та музикант. Соліст російського поп-гурту «Руки Вверх!». Підтримує путінський режим та 
війну Росії проти України.
З 7 січня 2023 року перебуває під санкціями РНБО за антиукраїнську діяльність.

## Біографія
Народився в Димитровграді 22 травня 1976 року. У школі був відмінником, любив гуманітарні предмети, але потім захопився музикою - став грати в колективах. У 14 років почав співати в Димитровградскому гурті «Вася», названого на честь керівника Василя Кутлубаєва. У 1993 році закінчив школу і переїхав в Самару.
У червні 1993 року почав працювати на радіо « Європа плюс Самара» і вів програму танцювальної музики «Хіт-година». Там на радіо в 1993 році він познайомився з Олексієм Потєхіним, де вони разом з ним створили гурт «Дядюшка Рэй и компания» (на честь соліста Рея Сліджнгар групи 2unlimited), чия музика поєднувала в собі елементи стилю євроденс і техно. У 1993 році вступає в Самарську академію культури і мистецтв. Півроку живе в гуртожитку при Академії. У 1999 році закінчив Самарську академію культури і мистецтв за спеціальністю режисер шоу-програм, організатор культурно-дозвіллєвої діяльності молоді.
У грудні 1994 року разом з Олексієм Потєхіним переїжджають в Тольятті, де намагаються записувати пісні на студії, на ефіри радіо «Європа Плюс» їздять в Самару. Саме живучи в Тольятті, Сергій Жуков починає зустрічатися зі своєю першою дружиною Оленою Добиндо, дочкою тоді віце-президента автоваза. Їхній роман почався не відразу - через деякий час Жуков переїхав до Москви, Олена теж виявилася в Москві, і після чергового побачення в Москві, вони вирішили більше не розлучатися. Незабаром після весілля у них народилася дочка Олександра. Однак сімейне життя у пари не складалася, все частіше почали спалахувати сварки, і через чотири роки Олена вирішила подати на розлучення. Для Жукова розлучення був дуже нелегким - він впав у депресію, кілька разів намагався помиритися з дружиною, але відновити сім'ю у нього так і не вийшло. Олена незабаром після розлучення поїхала з донькою в США. Відновити душевну рівновагу Сергію допомогло знайомство з Регіною Бурд, виступала в гурті «Сливки». Після пропозиції руки і серця, зробленого Сергієм під час прогулянки на яхті, Регіна погодилася вийти за нього заміж.[коли?]

## Гурт «Руки вгору!»
Початком своєї кар'єри Сергій Жуков вважає 1 травня 1995 року, коли він опинився в Москві. У Москві він працював діджеєм на московських радіостанціях «Рокс» і «Максимум». Назва гурту «Руки Вверх!» було дано на радіо «Максимум» в кінці 1996 року. Гуртом зацікавився продюсер Андрій Маліков, почалися концерти і поїздки. Сергій Жуков не заперечує, що всі його концерти проходили під фонограму.

## Сольна кар'єра
У 2002 році вийшов перший сольний альбом Сергія Жукова - «Территория». У 2004 році вийшов альбом «Территория. Нежность». Після розпаду гурту «Руки Вверх» в 2006 році Сергій записав альбом «В поисках нежности». Влітку 2012 року вийшов кліп на спільну з гуртом «USB» пісню «Скажи, зачем?». Також 16 вересня 2013 року вийшов кліп спільно зі співаком Bahh Tee - «Крылья».

### Інше
- 30 жовтня 2014 вийшла нова пісня з колишніми підопічними Сергія Жукова - «Фактор-2» і Тимуром Вагаповим - «Молчи».
- У 2017 році Сергій Жуков взяв під свій менеджмент жіночу футбольну команду «Руки Вверх! » [2]
- У 2018 році група Little Big спільно з Сергієм Жуковим зняла відеокліп на пісню «Слэмятся пацаны». У пісні Сергій Жуков виконує приспів, а в кліпі - ключову роль. [3]
- Gayazovs Brothers і гурт «Руки Вверх!» випустили в світ спільний трек «Ради танцпола». Прем'єра синглу відбулася в мережі 19 березня 2021 року. У ньому музиканти співають про те, що виходять на сцену «заради танцполу, тата, мами і тебе» і закликають викинути з голови депресію всіх, хто танцює разом з ними.

## Бізнес
- Компанія « Руссобит-М » (сайт mp3.ru) - власник
- Мережа барів «Руки Вверх» (Самара, Санкт-Петербург, Казань, Якутськ, Москва, Іркутськ) - власник
- « Real Records » - генеральний директор
- Компанія «IT Territory» - засновник
- Соціальний сервіс «Тут знайдуть» [4] - засновник
- Кондитерська «CupcakeStory». З 2017 року - «Любов і Солодощі». Кафе «Папа смажить м'ясо» м. Сімферополь - власник

## Дискографія
| 2002 — Территория |
| --- |
| 1. Пролог 2. Омут 3. Жди меня любимая 4. Пусть тебя 5. Рядом с тобой 6. 184 сек. тишины 7. Separate 8. Территория 9. Непутёвая 10. Она одна 11. Разлука 12. Monty Funk 13. Без слёз и истерик |

| 2004 — Территория. Нежность |
| --- |
| 1. Нежность 2. Не ты 3. Танцуй (Медленно) 4. Падал снег 5. Увела 6. Я все, что ты имеешь 7. Московская тоска 8. Десять лет 9. Девушки 10. Полечу за тобой (feat Єва Польна гурт «Гості з майбутнього») 11. Одиннадцать минут 12. Казанова 13. Нежность (Караоке) - Limited edition 14. Казанова (Караоке) - Limited edition 15. Танцуй (Видеоклип) - Limited edition |

| 2007 — В поисках нежности |
| --- |
| 1. Спрячемся с тобою за дождем… 2. Летний вечер (feat. Михаил Жуков) 3. Ты зачем говоришь о любви 4. Капают слезы 5. Розы 6. Девочка не спит 7. Танго 8. Я не люблю (feat. «Истерика») 9. Контачтесь (feat 3NT) 10. Лена Смирнова (remix feat. Паша Чехов) 11. Капают слезы (JAVA RMX) 12. Ты зачем говоришь о любви (feat Єва Польна гурт «Гості з майбутнього») |

| 2008 — Звёзды падают (Переиздание альбома «В поисках нежности» |
| --- |
| 1. Звёзды падают 2. Спрячемся с тобою за дождем… 3. Летний вечер (feat. Михаил Жуков) 4. Ты зачем говоришь о любви 5. Капают слезы 6. Розы 7. Девочка не спит 8. Танго 9. Я не люблю (feat. «Истерика») 10. Контачтесь (feat 3NT) 11. Лена Смирнова (remix feat. Паша Чехов) 12. Капают слезы (JAVA RMX) 13. Ты зачем говоришь о любви (feat Єва Польна гурт «Гості з майбутнього») |

| 2015 — Братья Жуковы "Засыпай" (ft Михаил Жуков) |
| --- |
| 1. Засыпай 2. Не надо 3. Глупая 4. Летний вечер 5. Плачь (feat Добре) 6. Девочка Люба 7. Когда же ты проснешься 8. Увидимся во снах 9. Сердце 10. Нас больше нет 11. Она называла это любовью 12. Не заправлена кровать 13. Ты мое море 14. Глупая |

| — Сингли |
| --- |
| 1. 2016 - Медуза (спільно з М.Жуков) 2. 2017 - Конфета (Lucaveros cover) 3. 2018 - Наши дети (спільно з С.Михайлов) |

## Фільмографія
- 2012 - Інтерни (120 серія) - камео
- 2015 - Жінки проти чоловіків - камео
- 2017 - Серіал « Фізрук » (канал ТНТ) серія 72 - камео

## Родина
- дід по батькові - Михайло Іванович Жуков [6]
- дід по матері - Наіль Набієвіч Хайбуллін
- Батько - Євген Михайлович Жуков (20 червня 1949 - 26 серпня 2016) - помер від інфаркту, працював слюсарем-наладчиком в одному з підрозділів НДІАР  [7] [8]
- Мати - Лілія Наїльївна Жукова (до шлюбу Хайбулліна) (нар. 27 серпня 1953) - викладачка сольфеджіо, музичної літератури та загального фортепіано, закінчила Димитровградське музичне училище, працює в ДШМ № 2 [9] [10], за національністю татарка [11]
  - Брат - Михайло Євгенович Жуков (нар. 23 травня 1983), одружений з Поліною (з 23 червня 2017) [12]

- Перша дружина ( 2000 - 2005 ) - Олена Михайлівна Добиндо (нар. 18 липня 1980), донька екс-віцепрезидента АвтоВаза (до 14.08.2003) [13], екс-гендиректора ВАТ « ІжАвто » (04.2004-11.2009) Михайла Миколайовича Добиндо (нар. 21 листопада 1950) [14] [15]
  - Донька - Олександра Жукова (нар. 2001) живе в Чикаго, США, кілька років грала головні ролі в російській дитячому театрі Людмили Шайбл, рік в американському Lookingglass Theater, в квітні 2014 року батько приїжджав з концертами в Чикаго, і вони разом з донькою співали на сцені. [16]
- Друга дружина (з 17 грудня 2007 ) Регіна Володимирівна Бурд (нар. 8 жовтня 1985) [17], колишня солістка гурту «Сливки», сценічне ім'я - Мішель:
  - Донька - Ніка Жукова (нар. 18 листопада 2008 )
  - Син - Енджел Жуков (нар. 11 травня 2010 )
  - Син - Мирон Жуков (нар. 30 вересня 2014 )